# Аддо, Джозеф
Джозеф Аддо (англ. Joseph Addo; род. 12 сентября 1971, Аккра) — ганский футболист, защитник. Участник Кубка африканских наций 1996 года и летних Олимпийских игр 1996 года.

## Биография
Джозеф Аддо родился 21 сентября 1971 года в ганском городе Аккра. У Джозефа трое братьев и одна сестра. Его младший брат Саймон (1974), также футболист.

### Клубная карьера
Начал профессиональную карьеру в 1987 году в клубе чемпионата Ганы — «Хартс оф Оук». В 1991 году перешёл в американскую команду «Джордж Мейсон Пэтриотс», вошёл в символическую сборную NCAA 1992 года. С 1993 года по 1996 год являлся игроком второй команды «Штутгарта». Первую половину сезона 1996/97 провёл в чемпионате Нидерландов, где выступал за роттердамскую «Спарту» и сыграл в 7 играх. Затем играл за немецкий «Франкфурт», в составе которого провёл 21 матч и забил 2 гола.
Летом 1997 года перешёл в португальский «Белененсиш», где сыграл 21 игру в чемпионате Португалии. Однако по итогам сезона команда заняла последнее 18 место и вылетела во Вторую лигу Португалии. В начале 1999 года присоединился к греческому «Этникосу» из города Пирей. Команда заняла 18 место в чемпионате Греции и вылетела во второй по силе дивизион. Аддо принял участие в 13 встречах. Затем, ганец стал игроком американского клуба «Тампа-Бэй Мьютини». С 2002 года по 2003 год играл за другой американский клуб «МетроСтарз». В сезоне 2005/06 являлся игроком гонконгского «Китчи», тогда Аддо принял участие в лишь в одной игре чемпионата. Завершил карьеру игрока в 2007 году в малайзийской команде «Сабах».
Аддо являлся тренером в West Essex High School, он является обладателем тренерской лицензии ФИФА категории «А». В 2010 году он был назначен в качестве помощника главного тренера в команде «Берекум Челси». В настоящее время работает на ганском телевидение.

### Карьера в сборной
В составе национальной сборной Ганы выступал с 1990 года по 2000 год, проведя в составе сборной 17 игры. В начале 1996 года участвовал в Кубке африканских наций в Южной Африке. Сборная Ганы заняла четвёртое место, уступив в матче за бронзовые награды команде Замбии со счётом (0:1). Аддо принял участие во всех шести играх на турнире.
Аддо пропустил Олимпиаду 1992 года в Барселоне из-за дисквалификации. В августе 1996 года главный тренер олимпийской сборной Ганы Сэм Ардай вызвал Джозефа на летние Олимпийские игры в Атланте. В команде он получил 5 номер. В своей группе ганцы заняли второе место, уступив Мексике, обогнав при этом Южную Корею и Италии. В четвертьфинале Гана уступила Бразилии (2:4). Аддо на турнире сыграл во всех четырёх матчах.
В 2000 году участвовал на турнире Four Nation Castle Lager Cup в Кении, где Гана заняла четвёртое место, а Аддо был капитаном команды.